# Mavrodin
Mavrodin is een Roemeense gemeente in het district Teleorman.
Mavrodin telt 2684 inwoners.